# Stenohelia concinna
Stenohelia concinna is een hydroïdpoliep uit de familie Stylasteridae. De poliep komt uit het geslacht Stenohelia. Stenohelia concinna werd in 1964 voor het eerst wetenschappelijk beschreven door Boschma. 